# Гасій
Гасій (лат. Hassium, символ Hs; також відомий як унніло́ктій (Unniloctium, Uno) та ека-о́смій) — хімічний елемент з атомним номером 108. Атомна маса 265, електронна конфігурація [Rn]5f146d67s2; група 8, період 7, d-блок (постактиноїд).

## Історія відкриття
Достовірно елемент 108 був відкритий в 1984 у Центрі дослідження важких іонів (нім. Gesellschaft für Schwerionenforschung, GSI), Німеччина у результаті бомбардування свинцевої (208Pb) мішені пучком іонів заліза-58 з прискорювача UNILAC. В результаті експерименту були синтезовані 3 ядра.
Названий на честь німецької землі Гессен (від лат. Hassia — Гессен), центром якої є Дармштадт, місце відкриття елементу.

## Відомі ізотопи
| Ізотоп | Маса | Період напіврозпаду  | Тип розпаду       |
| ------ | ---- | -------------------- | ----------------- |
| 264Hs  | 264  | ≈0,8 мс              | α-розпад в 260Sg; |
| 265Hs  | 265  | 2,0+0,3−0,2 мс       | α-розпад в 261Sg  |
| 266Hs  | 266  | 2,3+1,3−0,6 мс       | α-розпад в 262Sg  |
| 267Hs  | 267  | 52+13−8 мс           | α-розпад в 263Sg  |
| 269Hs  | 269  | 9,7+9,7−3,3 с        | α-розпад в 265Sg  |
| 270Hs  | 270  | 3,6+0,8−1,4 с; ≈22 с | α-розпад в 266Sg  |
| 275Hs  | 275  | 0,15+0,27−0,06 с     | α-розпад в 271Sg  |

## Отримання
Отримано кілька атомів за реакцією:
208Bi + 58Fe 265Hs + 1n.